# Хайнрих фон Ревентлов (пропст)
Хайнрих фон Ревентлов (на немски: Heinrich von Reventlow, Reichsgraf; * 1678; † 13 януари 1732 в Шмоелерхоф, Кил) е имперски граф, благородник от род Ревентлов от Шлезвиг-Холщайн, господар в Рантцау, Кронс хаген и Колмар, датски императорски дворов съветник, манастирски пропст в Ютерзен, „рицар на Ордена Данеброг“.
Той е син на Детлев фон Ревентлов (1654 – 1701), тайен съветник и пропст, и съпругата му Доротея фон Алефелдт (1648 – 1720), дъщеря на Хенрик фон Алефелдт, господар на Клувензик (1619 – 1702) и Катарина фон Алефелдт (1624 – 1708). Брат му Детлеф (1680 – 1755) е таен съветник и посланик.
Хайнрих фон Ревентлов е избран през 1725 г. за манстирски пропст на „манастир Ютерзен“ и е имперски дворцов съветник на служба на датската корона. След седем години той напуска службата си като пропст.
Той умира бездетен на 54 години на 13 януари 1732 г. в Кил и е погребан на 17 януари в Прец близо до Кил.

## Фамилия
Хайнрих фон Ревентлов се жени за Вилхелмина фон Брокдорф. Бракът е бездетен.
Хайнрих фон Ревентлов се жени втори път през 1708 г. във Виена за графиня Мария Каролина Йозефа фон Алтхан (* ок. 1684; † 1734), дъщеря на граф Йохан Кристоф фон Алтхан (1633 – 1706) и фрайин Анна Терезия фон Ламберг (1649 – 1684). Бракът е бездетен.